# Japanischer Ysander
Japanischer Ysander (Pachysandra terminalis), häufig auch Dickmännchen, Dickanthere, Schattengrün oder nach der Gattung einfach Ysander oder Pachysandra genannt, ist eine Pflanzenart aus der Familie der Buchsbaumgewächse (Buxaceae). Sie stammt aus den Wäldern Japans und Chinas.

## Beschreibung

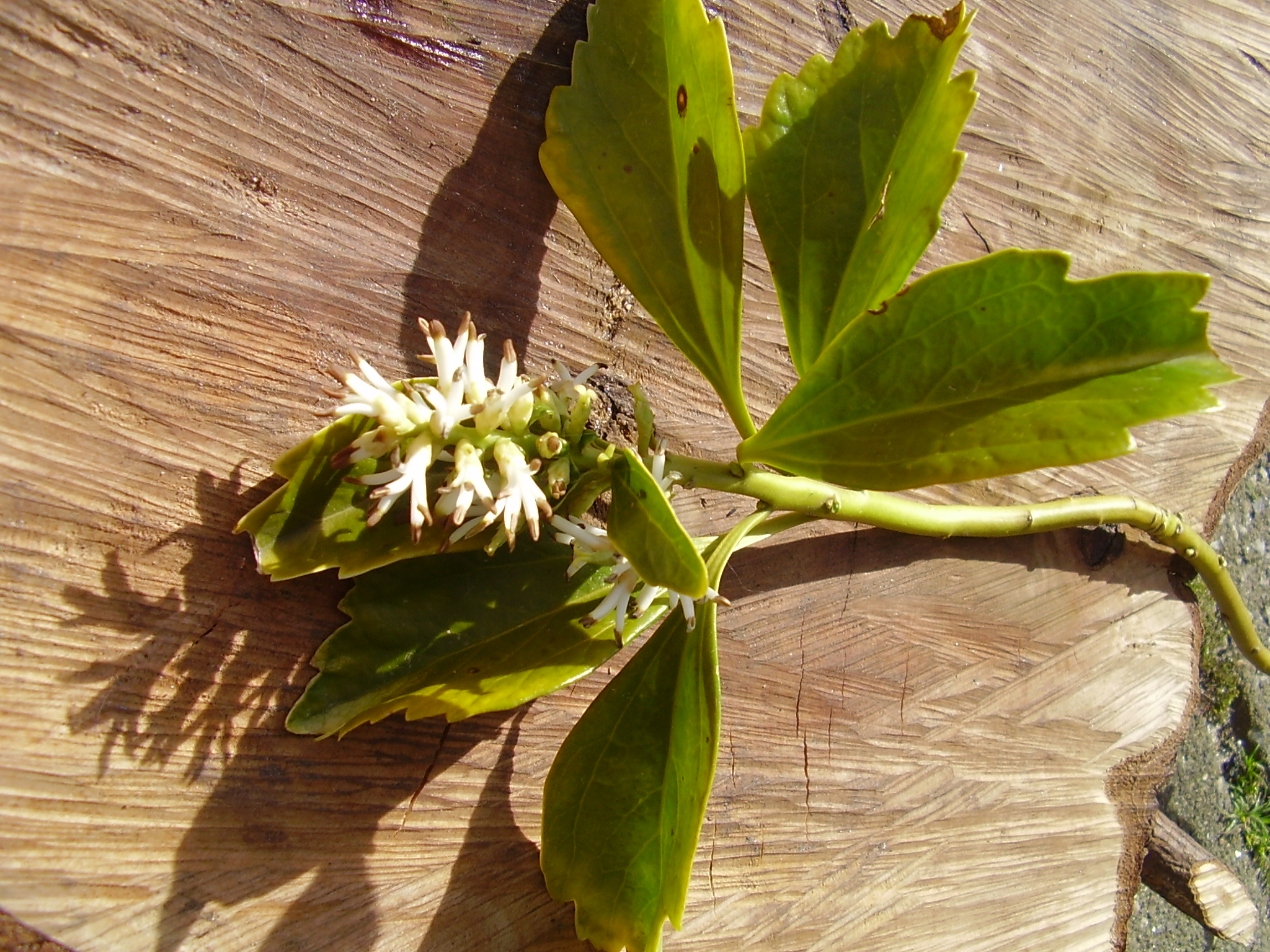
Sprossachse mit gestielten Laubblättern und Blütenstand

### Vegetative Merkmale
Der Japanische Ysander wächst aufrecht oder kriechend als immergrüner Halbstrauch und erreicht Wuchshöhen von bis 30 Zentimetern. Es werden Rhizome gebildet.
Die wechselständig und zu viert bis sechst dicht zusammenstehenden oder mit 2 bis 5 Zentimetern Abstand stehenden Laubblätter sind in Blattstiel und -spreite gegliedert. Der Blattstiel ist mit einer Länge von 1 bis 3 Zentimetern relativ kurz. Die ledrige und verkehrt-eiförmige, spatelförmige Blattspreite besitzt eine Länge von 2,5 bis 5, selten bis zu 9 Zentimetern sowie eine Breite von 1,5 bis 3, selten bis zu 6 Zentimetern. Der Blattrand ist höchstens in etwa der oberen Hälfte grob gezähnt, der Rest ist ganzrandig.

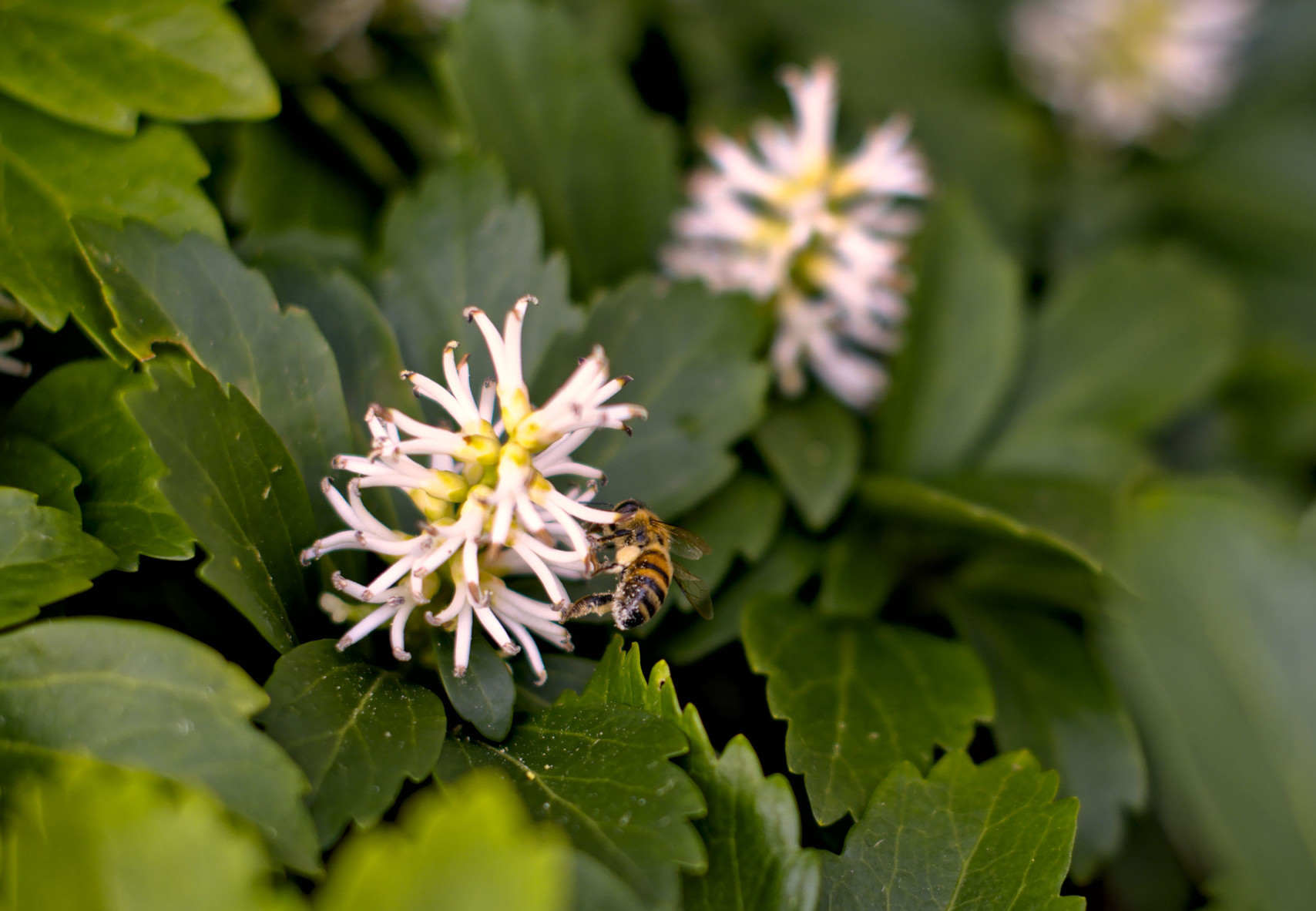
Blütenstand mit einem Insekt

### Generative Merkmale
Der Japanische Ysander ist einhäusig getrenntgeschlechtig (monözisch). Die kurzen, 2 bis 4 Zentimeter langen, endständigen und aufrechten, „kerzenartigen“, ährige Blütenstände besitzen glatte Tragblätter. Meistens enthalten die gemischten Blütenstände mehr als 15 männliche und nur ein bis zwei weibliche Blüten. Blütezeit ist April bis Mai.
Die kleinen, duftenden, weiß- bis gelblich-grünlichen und eingeschlechtigen Blüten sind vierzählig mit einfacher Blütenhülle. Die sitzenden, männlichen Blüten besitzen vier Blütenhüllblätter, vier Staubblätter mit etwa 7 Millimeter langen, dicken Staubfäden (daher der Name „Dickmännchen“) und einen etwa 0,6 Millimeter langen sterilen Stempel. Die meist im unteren Bereich des Blütenstandes stehenden und kurz gestielten weiblichen Blüten enthalten vier bis sechs Blütenhüllblätter, einen zwei- bis dreifächrigen, oberständigen Fruchtknoten und zwei bis drei freie, dicke Griffel mit zurückgebogenen Narben. Die weiblichen Blüten sind nektarlos, aber der Pistillode in den männlichen Blüten produziert Nektar.
Die eiförmige bis rundliche, weiße und kahle, beerenartige Steinfrucht ist etwa 1–1,5 Zentimeter groß und besitzt bei ihrer Reife noch die Griffelreste. Die weißen Pyrenen sind einsamig, die dunkelbraunen und schmal-eiförmigen Samen sind bis 6 Millimeter lang.
Die Chromosomenzahl beträgt 2n = 24 oder 48.

## Vorkommen
Der Japanische Ysander kommt in Japan und in den chinesischen Provinzen Gansu, Hubei, Shaanxi, Sichuan sowie Zhejiang vor.

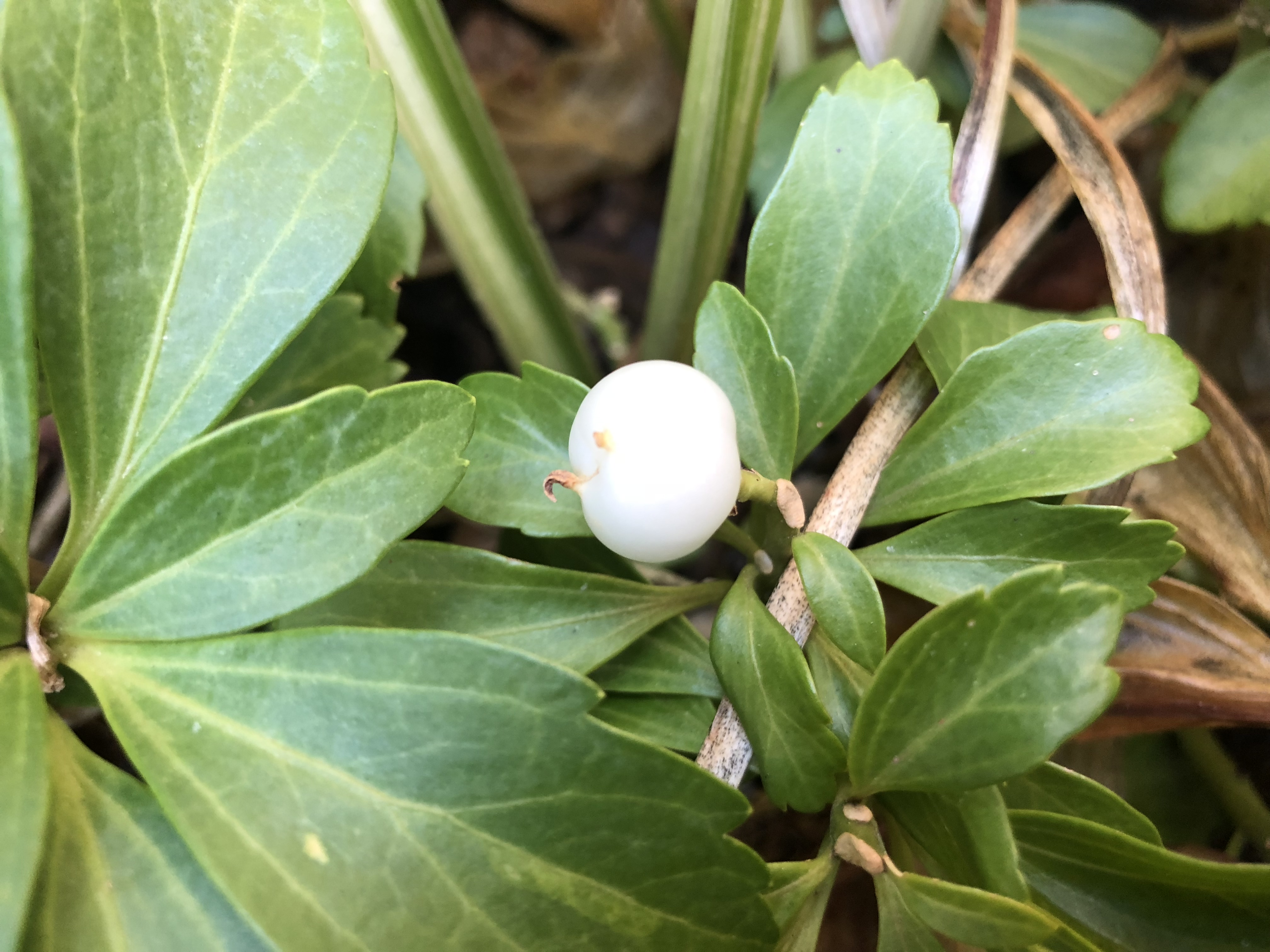
Frucht

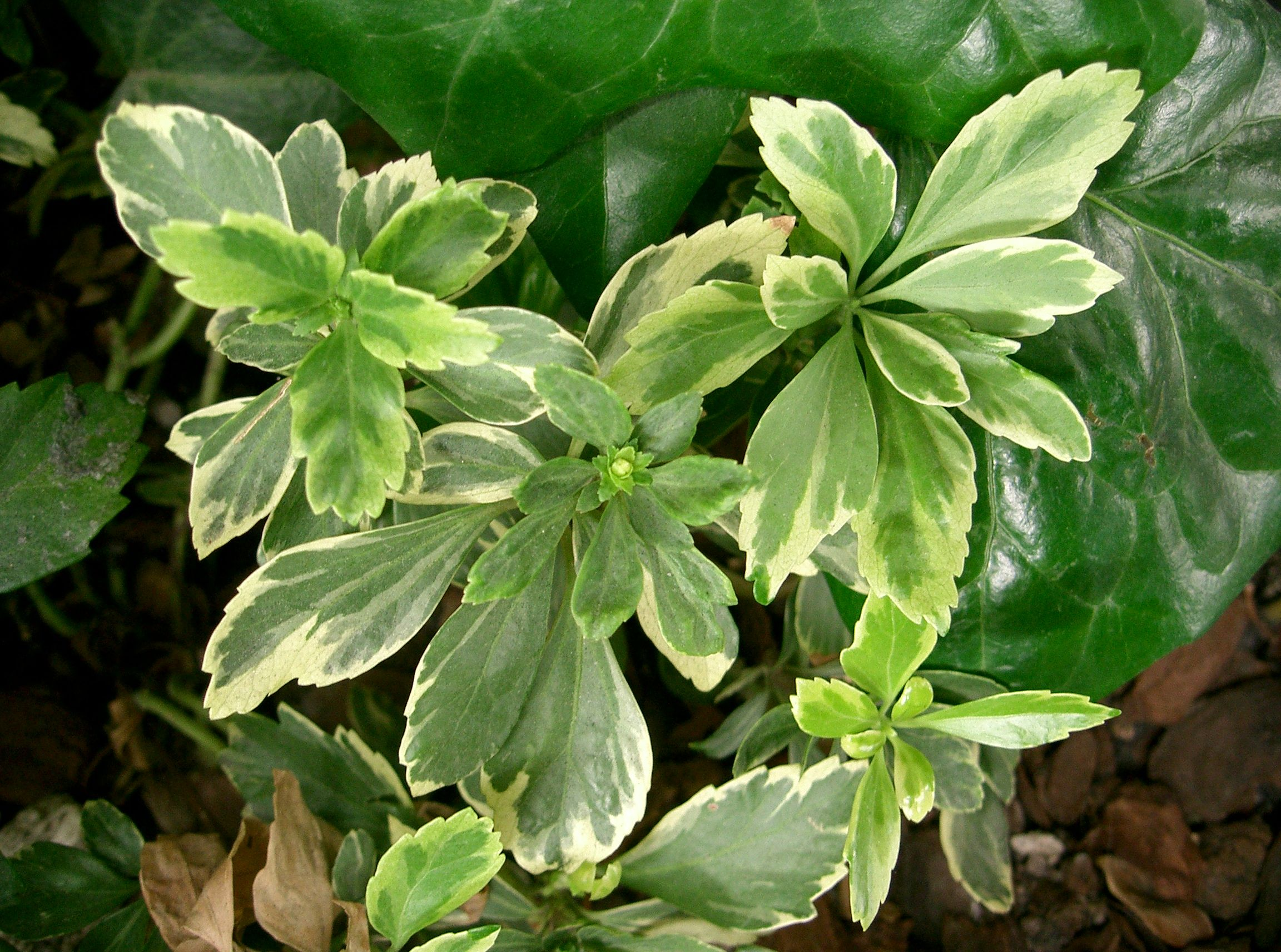
Panaschierte Sorte

## Inhaltsstoffe
Der Japanische Ysander ist giftig; er enthält, ähnlich wie der Buchsbaum, Steroidalkaloide, u. a. Pachystermin A und Pachysamin A.

## Verwendung als Zierpflanze
In halbschattigen und schattigen Lagen bildet Japanischer Ysander auf fast allen Böden einen dichten flächigen Bewuchs aus. Er wird in Parks und Gärten in den gemäßigten Gebieten als Bodendecker verwendet. Diese anspruchslose Pflanze breitet sich durch unterirdische Ausläufer recht schnell aus und eignet sich besonders zur Unterpflanzung von größeren Gehölzen.
In Gärten und Parks werden Sorten von Pachysandra terminalis var. terminalis und Pachysandra terminalis var. compacta (nur 15 bis 20 cm hoch) kultiviert. Es gibt auch eine panaschierte Sorte.